# Хет (буква финикийского алфавита)
Хет — восьмая буква финикийского алфавита.

## Произношение
В финикийском языке буква хет (𐤇) обозначала звук ⧼h⧽ — как «h» в англ. hotel.

## Происхождение
Как и в случае со всеми буквами финикийского алфавита, согласно наиболее распространённым версиям, символ производен от египетского иероглифа. Нет однозначной трактовки смысловой нагрузки этого символа.

## Потомки в поздних алфавитах
- (древне)греческий: Η, η (эта, ита) для звуков ⧼h⧽, ⧼ɛː⧽, ⧼i⧽;
  - кириллица: И, и и Й, й
  - этрусский: 𐌇 читается ⧼h⧽
    - латиница: H, h (ха) для звука ⧼h⧽
- арамейский:
  - сирийский: ܚ
    - арабский: ح (хьа') и خ (ха')

  - еврейский: ח (хет)